# Zbójno (województwo świętokrzyskie)
Zbójno – wieś w Polsce położona w województwie świętokrzyskim, w powiecie koneckim, w gminie Fałków.
| SIMC    | Nazwa        | Rodzaj                  |
| ------- | ------------ | ----------------------- |
| 0539437 | Greszczyn    | przysiółek (do 2023 r.) |
| 0539443 | Sępskie Niwy | przysiółek              |

W latach 1975–1998 miejscowość należała administracyjnie do województwa piotrkowskiego.
W 2011 miejscowość zamieszkiwało 131 osób.
Wierni Kościoła rzymskokatolickiego należą do parafii Świętej Trójcy w Fałkowie.